# Сикст (писатель)
Сикст  или Секст  (др.-греч. Σέξτος; лат. Sextus; II век — начало III века) —  раннехристианский писатель. Сведения о нём очень скудные. Сикст жил во времена правления императора Севера, написал сочинение «О воскресении». Сочинение не сохранилось.
Евсевий Кесарийский в своей книге «Церковная история» упоминает о Сиксте. 50 глава книги Иеронима Стридонского «О знаменитых мужах» посвящена Сиксту.